# Lợi nhuận ròng
Lợi nhuận ròng, còn được gọi là lãi thuần, thu nhập ròng hoặc lãi ròng là thước đo lợi nhuận của một liên doanh sau khi hạch toán tất cả các chi phí và thuế. Đó là lợi nhuận thực tế, và bao gồm các chi phí hoạt động được loại trừ khỏi lợi nhuận gộp
Một từ đồng nghĩa chung cho lợi nhuận ròng khi thảo luận báo cáo tài chính (bao gồm bảng cân đối kế toán và báo cáo thu nhập) là lãi ròng. Thuật ngữ này xuất phát từ sự xuất hiện truyền thống của một báo cáo thu nhập cho thấy tất cả các khoản thu và chi phí được phân bổ trong một khoảng thời gian xác định với tổng kết kết quả trên dòng dưới cùng của báo cáo.
Theo thuật ngữ đơn giản, lợi nhuận ròng là số tiền còn lại sau khi thanh toán tất cả các chi phí của một nỗ lực. Trong thực tế, điều này có thể rất phức tạp trong các tổ chức lớn hoặc nỗ lực. Người giữ sổ sách hoặc kế toán viên phải phân loại và phân bổ doanh thu và chi phí đúng với phạm vi và nội dung làm việc cụ thể mà thuật ngữ được áp dụng.
Tuy nhiên, các định nghĩa của thuật ngữ có thể khác nhau giữa Anh và Mỹ. Tại Mỹ, lợi nhuận ròng thường được kết hợp với thu nhập ròng hoặc lợi nhuận sau thuế (xem bảng bên dưới).
Tỷ suất biên lợi nhuận ròng là tỷ lệ có liên quan. Con số này được tính bằng cách chia lợi nhuận ròng theo doanh thu hoặc doanh thu và nó thể hiện khả năng sinh lời, theo phần trăm.

## Mục đích
"Làm thế nào để một công ty quyết định xem nó có thành công hay không? Có lẽ cách phổ biến nhất là xem xét lợi nhuận ròng của doanh nghiệp. Cho rằng các công ty là tập hợp các dự án và thị trường, các khu vực cá nhân có thể được đánh giá về mức độ thành công của họ khi cộng thêm vào lợi nhuận ròng của công ty."

## Xây dựng
Lợi nhuận ròng: Để tính lợi nhuận ròng cho một liên doanh (chẳng hạn như công ty, bộ phận hoặc dự án), trừ tất cả chi phí, bao gồm phần chia sẻ tổng chi phí chung của công ty, từ tổng doanh thu hoặc doanh thu.
Lợi nhuận ròng = doanh thu bán hàng - tổng chi phí
Lợi nhuận ròng là thước đo lợi nhuận cơ bản của liên doanh. "Đó là doanh thu của hoạt động ít hơn chi phí của hoạt động. Các biến chứng chính là... khi cần phải được phân bổ" trên toàn liên doanh. "Hầu như theo định nghĩa, chi phí là chi phí không thể được gắn trực tiếp với bất kỳ" dự án, sản phẩm hoặc bộ phận cụ thể nào ". "Ví dụ cổ điển sẽ là chi phí của nhân viên trụ sở." "Mặc dù về mặt lý thuyết có thể tính toán lợi nhuận cho bất kỳ tiểu liên doanh nào, chẳng hạn như một sản phẩm hoặc khu vực, thường các tính toán được trả về nghi ngờ bởi sự cần thiết phải phân bổ chi phí trên cao". Bởi vì chi phí trên cao thường không có trong các gói gọn gàng, việc phân bổ trên toàn bộ các khoản đầu tư không phải là khoa học chính xác.

### Ví Dụ
Đây là cách bạn đạt được lợi nhuận ròng trên tài khoản P & L (Lãi & Lỗ):	
1. Doanh thu bán hàng = giá (của sản phẩm) × số lượng đã bán
2. Lợi nhuận gộp = doanh thu bán hàng - chi phí bán hàng và các chi phí trực tiếp khác
3. Lợi nhuận hoạt động = lợi nhuận gộp - chi phí đầu tư và các chi phí gián tiếp khác
4. EBIT (thu nhập trước lãi và thuế) = lợi nhuận hoạt động + thu nhập ngoài hoạt động
5. Lợi nhuận trước thuế (EBT, thu nhập trước thuế) = lợi nhuận hoạt động - một khoản mục và thanh toán dự phòng, tái cơ cấu nhân viên - lãi phải trả
6. Lợi nhuận ròng = Lợi nhuận trước thuế - thuế
7. Thu nhập được giữ lại = Lợi nhuận sau thuế - cổ tức

## Thuật ngữ kế toán
Doanh thu thuần = tổng doanh thu - (chiết khấu, trả lãi và phụ cấp)
Lợi nhuận gộp = doanh thu thuần - giá vốn hàng bán
Lợi nhuận hoạt động = tổng lợi nhuận - tổng chi phí hoạt động
Lợi nhuận ròng = lợi nhuận hoạt động - thuế - lãi
Lợi nhuận ròng = doanh thu thuần - giá vốn hàng bán - chi phí hoạt động - thuế - lãi